# Осиновка (Слободський район)
Оси́новка (рос. Осиновка) — присілок у складі Слободського району Кіровської області, Росія. Входить до складу Озерницького сільського поселення.
Населення становить 1 особа (2010, 118 у 2002).
Національний склад станом на 2002 рік — росіяни 100 %.